# 车公庄大街
车公庄大街是位于北京市西城区三里河路和西二环之间的一条城市主干道，全長1.8公里，西起二里沟，东至官园桥，是平安大街延长线的一部分。當地原為農地，1950年代辟筑成路。1962年，當局铺设沥青路面。因附近原有车轱辘庄，后以谐音得名车公庄大街。一說道路得名自道路北邊的车公庄村。